# Belladonna (pornoactrice)
Belladonna is het pseudoniem van een Amerikaanse pornoactrice en pornofilmregisseuse.

## Biografie
Belladonna begon met het maken van pornofilms in 2000, toen ze 18 was. Als actrice maakte Belladonna 262 films en was te zien in 89 compilatiefilms. Als regisseuse maakte ze 89 films.
Regelmatig speelde ze in lesbische pornofilms.

## Filmografie (selectie)
- Electra Girl Saves the World (1999)
- Please 10: Virgins and Whores (2000)
- Bring'um Young (2000)
- Nasty Girls 23 (2000)
- Little White Chicks Big Black Monster Dicks 9: European Invasion!!! (2000)
- Gangbang Auditions 6 (2001)
- Nasty Nymphos 31 (2001)
- Anal Angels in High Heels (2001)
- Buttwoman Iz Bella (2001)
- Black Dicks in White Chicks 2 (2002)
- Service Animals 7: Welcome to Prime Time (2002)
- Private Black Label 26: Faust Power of Sex (2002)
- Cumback Pussy 48 (2002)
- Bella's Perversions (2002)
- Bella's Perversions 2 (2002)
- New Wave Hookers Seven (2003)
- She-Male Domination Nation (2003)
- Pussy Foot'n 2 (2003)
- Please Cum Inside Me 14 (2003)
- Ebony in Ivory (2003)
- The Fashionistas (2003)
- Bella Loves Jenna (2004)
- Fucking Girls (2004)
- Barely Legal 50 (2004)
- Nacho Vidal Is Fucking Belladonna (2005)
- Fucking Girls Again (2005)
- Belladonna: Fetish Fanatic (2005)
- Belladonna: Fetish Fanatic 2 (2005)
- Belladonna: No Warning (2005)
- Belladonna's Do Not Disturb (2005)
- Belladonna: No Warning 2 (2006)
- The Best of Belladonna (2006)
- Fucking Girls 3 (2006)
- Belladonna: Fetish Fanatic 3 (2006)
- Belladonna: Fetish Fanatic 4 (2006)
- Belladonna: Fetish Fanatic 5 (2006)
- Belladonna: Manhandled (2006)
- Belladonna vs Tiffany Mynx (2006)
- Insane Hardcore 2 (2007)
- A-List Party Sluts (2007)
- Belladonna: Fetish Fanatic 6 (2007)
- Belladonna: Manhandled 2 (2007)
- Belladonna: No Warning 3 (2007)
- Brunettes Do It Better (2007)
- Belladonna's Foot Soldiers: The Stomping Grounds (2008)
- Girl Train (2008)
- Pirates II: Stagnetti's Revenge (2008)
- Discovering Alexis Texas (2008)
- Belladonna: Manhandled 3 (2008)
- 9to5: Days in Porn (2008) (documentaire)
- Belladonna: No Warning 4 (2009)
- Belladonna's Road Trip: Cabin Fever (2009)
- Belladonna's Toy Box (2009)
- Belladonna's Foot Soldiers 2: The Feet Market (2009)
- Belladonna: Hell's Belles (2009)
- The Devil in Miss Jones: The Resurrection (2010)
- Carbon Girl (2010)
- Fuck: Sasha Grey (2010)
- Belladonna's Dirty Panties (2011)
- Party of Feet 3 (2011)
- Belladonna: The Sexual Explorer (2011)
- Belladonna: Manhandled 4 (2011)
- Belladonna's How to... Fuck (2012)
- Belladonna's Foot Soldiers 3: Don't Tread on Me (2012) - co-regie met Aiden Riley
- Asking Alexandria - Through Sin and Self-Destruction (2012) (videoclip)
- The Ladies of the House (2014) (reguliere film)
- Inherent Vice (2014) (reguliere film)
- Belladonna: Baby on Board (2015)

## Prijzen
- 2003 AVN Award Best Oral Sex Scene
- 2003 AVN Award Best Tease Performance
- 2003 AVN Award Best All-Girl Sex Scene in The Fashionistas
- 2003 AVN Award Best Supporting Actress in The Fashionistas
- 2003 XRCO Award Female Performer of the Year
- 2003 XRCO Award Best Actress
- 2003 XRCO Award Orgasmic Actress
- 2003 XRCO Award Best Girl-Girl Scene
- 2005 AVN Award Best Video Feature mit Bella Loves Jenna
- 2006 FICEB Award (Ninfa especial del jurado / The Jury’s Special Award)
- 2008 AVN Award Best Director - Non-Feature für "Belladonna: Manhandled 2"
- 2009 AVN Award Best Girl-Girl Sex Scene - (samen met Jesse Jane, in "Pirates II: Stagnetti’s Revenge")
- 2009 AVN Award Best Supporting Actress - (in Pirates II: Stagnetti's Revenge)
- 2009 AVN Award Best All-Girl 3-Way Sex Scene - (in Belladonna's Girl Train, samen met Aiden Starr en Kimberly Kane)
- 2009 AVN Award Best Foot/Leg Fetish Release, Belladonna’s Foot Soldiers, Belladonna/Evil Angel
- 2009 XBIZ Award Director of the Year – Body of Work
- 2009 XRCO Award Best Orgasmic Analist
- 2009 XRCO Award Best Orgasmic Oralist

- Library of Congress Control Number: no2011170492
- Virtual International Authority File: 212927722
- WorldCat: E39PBJkMFDRKpWjFxjDqWtBF8C